# Joan Alder
Pour les articles homonymes, voir Alder.
 (décembre 2018).
Joan Elisabeth Adler est une physicienne israélienne et australienne née le 13 juin 1950 à Sydney en Australie. Elle travaille à Technion en physique numérique. Elle s'intéresse à la matière condensée et à la mécanique statistique.

## Biographie
Adler étudie en mathématique et en physique à l'université de Sydney où elle est diplômée en 1974. Par la suite, elle complète un doctorat de physique en 1980 à l'université de Nouvelle-Galles du Sud. Ensuite, elle se joint à Technion comme boursière postdoctorale de 1980 à 1983. Ensuite, elle sera associée de recherche à Technion (1983 à 1984) et à l'université de Tel Aviv (1984 à 1988). Elle visitera l'université Duke et l'université de Washington en 1985. Enfin, elle retournera à Technion toujours comme associée de recherche de 1988 à 1991. En 1991, elle devient ingénieur en physique numérique pour Technion jusqu'en 2000 où reviendra associée de recherche supérieure. Durant ses années d'activités professionnelle, elle visitera à nouveau l'université Duke, mais aussi l'université de Géorgie et l'université de Boston. Enfin, elle a présidé la Société de physique d'Israël de 2005 à 2007.

## Distinctions
- 1970 - 1973 : Commonwealth Undergraduate Scholarship
- 1975 - 1978 : Australian Posgraduate Research Award
- 1980 - 1983 : Lady Davis Postdoctoral Fellowship
- 1987 : PICS French-Israeli Travel Award
- Depuis 2005 : Membre de l'Institute of Physics (Royaume-Uni).